# 수에비

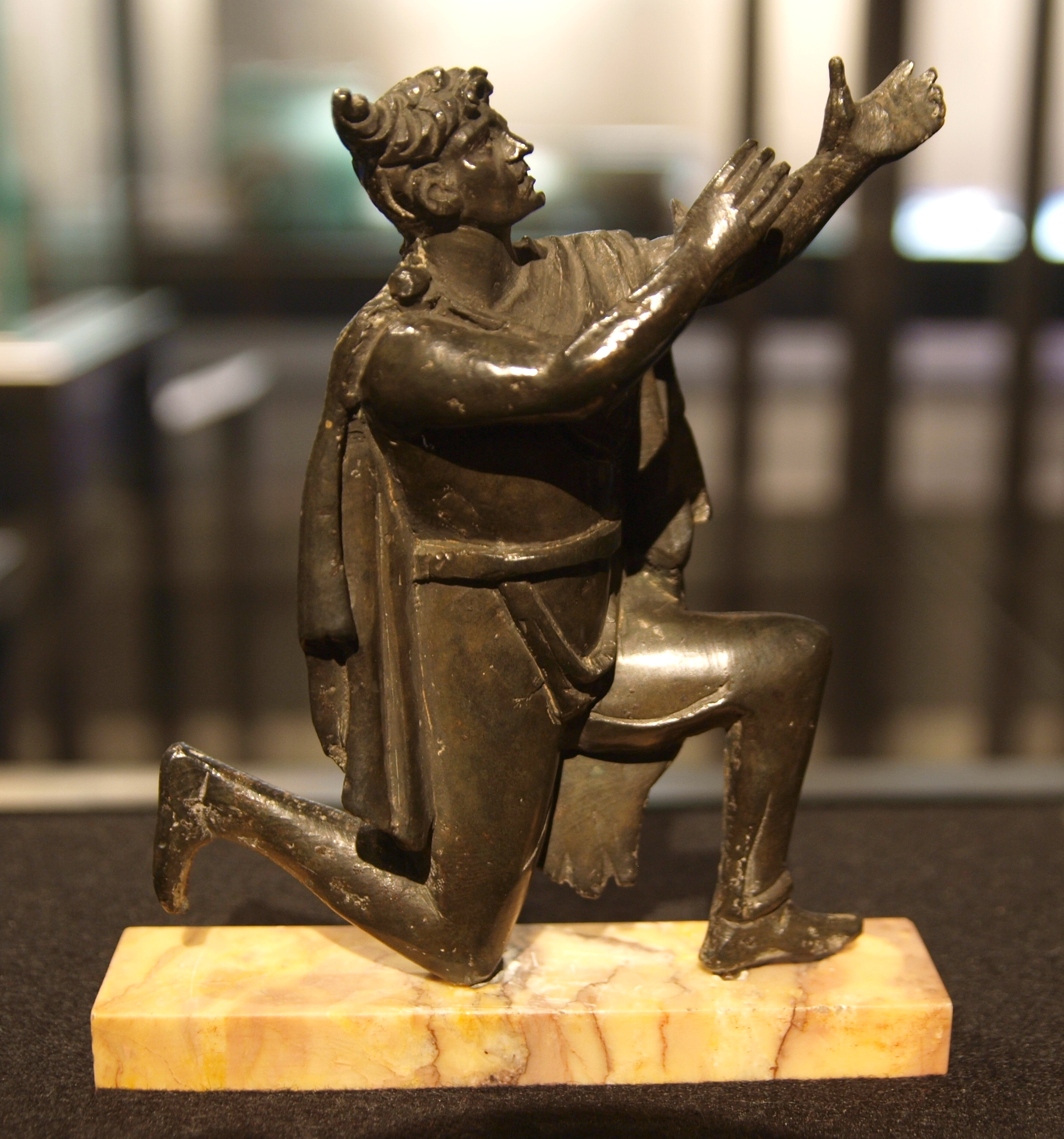

수에비(라틴어: Suevi, Suebi, Suavi)는 게르마니아에 살던 게르만인들의 연맹국가이다. 기원전 58년경인 율리우스 카이사르의 갈리아 전쟁기에 그 존재가 처음 언급된다. 카이사르는 수에비를 그저 좀더 규모가 크고 사나운 게르만의 여러 부족들 중 하나로 생각했지만, 후대 인물인 타키투스, 플리비우스, 스트라본은 수에비가 카티족이나 텐크테리족 같은 부족의 이름이 아니라 하나의 국가 명칭이며, 그 국가 아래 여러 독립된 부족들이 존재하고 그 부족들이 모두 수에비라고 불린다는 것을 파악했다. 수에비의 영토는 게르마니아 절반 이상을 차지했다.
로마인들의 기록에 따르면, 수에비는 다른 게르만 부족과 달리 매우 기동적이고 농경에 의존하지 않았다. 수에비 연맹의 여러 부족들은 발트 해와 엘베 강 방면에서 왔으며, 로마의 북쪽과 동쪽 국경인 라인강 및 다뉴브강 전선의 지속적인 위협이 되었다. 로마 제국 말기에 아그리데쿠마테스에 눌러앉은 뒤 최초로 라인강을 도하하여 알자스 지역에 눌러앉은 알레만니도 본래 수에비의 한 지파였다. 수에비가 살았던 지역이 오늘날의 독일 서남부 슈바벤(Swabia)이다. 다른 수에비 일파는 갈라에키아(오늘날의 갈라치아, 스페인, 포르투갈) 지방으로 가서 갈라에키아 수에비 왕국을 세워 170년을 지속하다가 서고트 왕국에게 흡수되었다.

## 같이 보기
- 슈바벤